# Holubinka křehká
Holubinka křehká (Russula fragilis) je nejedlou houbou z čeledi holubinkovitých. Jedná se o běžný druh holubinky vyskytující se ve středoevropských klimatických podmínkách.

## Popis

### Makroznaky
Klobouk o průměru 2–7 cm je zprvu sklenutý, později zploštělý se zamáčklým středem, který může být až široce vyhloubený. Bývá tence až středně masitý, v mládí pevnější, poté až křehký. Ztenčený okraj klobouku je tupý a hladký, v dospělosti krátce rýhovaný. Hrubá a tenká pokožka, jež se dá dalece sloupnout, je za sucha matná (voskovitá na dotek), za vlhka lesklá a kluzká. Barevná různorodost (fialovo-červený, růžově až tmavě červený, střed tmavší až načernalý, někdy olivový).
Lupeny jsou spíše řidší, volné či krátce přirostlé ke třeni s nerovným ostřím. Barva lupenů je bílá až lehce nažloutlá.
Třeň je válcovitý s lehce rozšířenou bází a jemným vrásněním, uvnitř vatovitý, barva bílá a ve stáří žloutne. Třeň dosahuje délky 2–7 cm a šířky 0,8–2 cm.
Dužnina může být cítit po amylacetátu, kokosové moučce či ovoci. Je bílé barvy a silně palčivé chuti.
Výtrusný prach bělavý.

### Mikroznaky
Vejčité až kulovité a ‚síťnaté‘ výtrusy (výrůstky, např. bradavky či ostny, jsou zcela propojené a tvoří síť ). Velikost výtrusů je 7,2–10 x 6,5–8,5 μm.
Bazidie se čtyřmi výtrusy, cystidy vyčnívají a na konci mají výrůstky.

## Výskyt
Vyskytuje se od srpna do listopadu v jehličnatých, listnatých ale i smíšených lesích či alejích, především pod buky, duby a smrky, na vlhkých a stinných místech. V ČR velmi častý druh holubinky.

## Užití
Jedná se o nejedlou houbu silně palčivé chuti. V některých atlasech je označována za jedovatou. Holubinka křehká se řadí mezi houby vyvolávající gastrointestinální otravy, tj. podráždění až zánět sliznic trávicího ústrojí.

## Synonyma
- Agaricus fallax Schaeff., Fung. bavar. palat. nasc. (Ratisbonae) 4: tab. 16 (1774)
- Agaricus linnaei var. fragilis (Pers.) Fr., Observ. mycol. (Havniae) 1: 68 (1815)
- Agaricus niveus Pers., Syn. meth. fung. (Göttingen) 2: 438 (1801)
- Russula autumnalis f. fumosa (Gillet) Reumaux, in Reumaux, Bidaud & Moënne-Loccoz, Russules Rares ou Méconnues (Marlioz): 281 (1996)
- Russula bataillei Bidaud & Reumaux, in Reumaux, Bidaud & Moënne-Loccoz, Russules Rares ou Méconnues (Marlioz): 281 (1996)
- Russula emetica f. knauthii Singer, Hedwigia 66: 216 (1926)
- Russula emetica subsp. fragilis (Pers.) Singer, Beih. bot. Zbl., Abt. 2 49: 307 (1932)
- Russula emetica var. fragilis (Pers.) Quél., Fl. mycol. France (Paris): 343 (1888)
- Russula fallax (Schaeff.) Fr., Hymenomyc. eur. (Upsaliae): 449 (1874)
- Russula fallax (Schaeff.) Fr., Hymenomyc. eur. (Upsaliae): 449 (1874) var. fallax
- Russula fragilis f. fennica P. Karst., Bidr. Känn. Finl. Nat. Folk 48: 462 (1889)
- Russula fragilis Fr., Epicr. syst. mycol. (Upsaliae): 359 (1838) [1836–1838] f. fragilis
- Russula fragilis f. fumosa Lucet
- Russula fragilis f. griseoviolacea Britzelm., Botan. Centralbl. 68(5): 138 (1896)
- Russula fragilis f. pseudoraoultii García Mon., Belarra (Bilbao) 12: 73 (1995)
- Russula fragilis f. violascens (Secr. ex Gillet) Sacc., Syll. fung. (Abellini) 5: 473 (1887)
- Russula fragilis f. viridilutea Bon, Bull. trimest. Féd. Mycol. Dauphiné-Savoie 27(no. 108): 12 (1988)
- Russula fragilis var. chionea Gillet, Hyménomycètes (Alençon): 245 (1876) [1878]
- Russula fragilis var. fallax (Schaeff.) Massee, Brit. Fung.-Fl. (London) 3: 76 (1893)
- Russula fragilis Fr., Epicr. syst. mycol. (Upsaliae): 359 (1838) [1836–1838] var. fragilis
- Russula fragilis var. fumosa Gillet, Hyménomycètes (Alençon): 245 (1876) [1878]
- Russula fragilis var. gilva Krauch & U. Krauch, Z. Mykol. 63(1): 76 (1997)
- Russula fragilis var. gilva Einhell., Hoppea 43: 56 (1985)
- Russula fragilis var. knauthii (Singer) Kuyper & Vuure, Persoonia 12(4): 451 (1985)
- Russula fragilis var. mitis Krombh., Naturgetr. Abbild. Beschr. Schwämme (Prague) 9: 8, tab. 64:12-18 (1845)
- Russula fragilis var. nivea (Pers.) Gillet, Hyménomycètes (Alençon): 245 (1876) [1878]
- Russula fragilis var. rufa P. Karst., Bidr. Känn. Finl. Nat. Folk 48: 463 (1889)
- Russula fragilis var. salicina Melzer, (1944)
- Russula fragilis var. violascens Secr. ex Gillet, Hyménomycètes (Alençon): 245 (1876) [1878]
- Russula knauthii (Singer) Hora, Trans. Br. mycol. Soc. 43(2): 457 (1960)
- Russula nivea Pers., (1801) [3]

## Možná záměna
- Holubinka černonachová – jedlá, většího vzrůstu a pevnější konzistence, oproti h. křehké pozitivně reaguje na guajak, laločnatě zprohýbaný klobouk[4]
- Holubinka tmavočervená (Russula atrorubens Quél.) – narůžovělý třeň, nepilovité lupeny, reaguje na guajak, jiné mikroznaky[4]
- Holubinka pelargóniová (Russula pelargonia Niolle) – intenzivní vůně připomínající listy pelargonie, jiné mikroznaky[4]
- Holubinka fialová (Russula violacea) – kruhovité skvrny způsobují blednutí klobouku, bez pilovitých lupenů [2]